# Det belgiske koloniimperium
Det belgiske koloniimperium omfattede kun tre områder, som Belgien besad i tiden mellem 1885 og 1962: Belgisk Congo, Rwanda og Burundi, hvortil kom en handelsstation i Kina. Det belgiske koloniimperium adskilte sig fra andre europæiske landes derved, at en enkelt koloni udgjorde omkring 98% af landets samlede koloniområde og udmærkede sig ved at være ca 76 gange så stort som moderlandet. Belgisk Congo var tillige specielt derved, at det forud havde været den belgiske konges personlige ejendom og ikke var blevet erobret ved den belgiske stats mellemkomst.

## Baggrund
Belgien blev først selvstændigt i 1830 efter forud (1815-1830) at have været en del af det Forenede Kongerige Nederlandene. Da Belgien blev selvstændigt, var kapløbet om kolonier i Afrika og Asien endnu i sin vorden, og Belgien kunne derfor deltage på lige fod med andre europæiske lande uanset, at andre lande som Storbritannien, Frankrig, Spanien, Portugal og Nederlandene allerede havde fået fodfæste rundt om i verden. I 1843 indgik kong Leopold 1. en aftale med firmaet Ladd & Co. om at kolonisere Hawaii, men aftalen faldt på gulvet, fordi Ladd & Co. fik økonomiske vanskeligheder. Også kong Leopold 2. forsøgte at gøre den belgiske stat interesseret i at få oprettet kolonier, men regeringen manglede midler til denne virksomhed og afviste hans planer.

## Santo Tomás 1843-1854
I et dekret af 4. maj 1843 overdrog regeringen i Guatemala et område til Compagnie belge de colonisation, et privat belgisk foretagende under kong Leopold 1.s protektion. De belgiske koloniseringsbestræbelser ophørte i 1854 som følge af manglende økonomiske midler og det hårde klima.

## Congo

### Fristaten Congo1885-1908
Leopold 2. erhvervede Congo ved private køb og ved militær erobring. Han fik sat gang i udvindingen af gummi, som netop da var en vare af voksende økonomisk betydning. The Anglo-Belgian Rubber Company drev en voldelig politik for at få størst muligt udbytte, herunder ved mord og lemlæstelse af de indfødte, som ikke formåede at leve op til de fastsatte kvoter. Det er skønnet at flere millioner indfødte mistede livet, en stor del af dem dog derved, at de blev smittede med sygdomme medbragte af de europæiske kolonister. Det er skønnet, at op mod ti millioner mistede livet svarende til en femtedel af det samlede indbyggertal.
Skønt Belgien ikke officielt var indblandet i denne kolonivirksomhed nød landet fordel af den handel og beskæftigelse, den bragte med sig. Leopold 2. blev personligt ufattelig rig som følge af eksporten af elfenben og gummi. Denne rigdom benyttede han til at lade opføre stribevis af fine bygninger i Bruxelles, Ostend og Antverpen, hvilken gav ham ry som "Byggekongen". Da han efterfølgende solgte flere af bygningerne, opnåede han derved at tjene endnu flere penge.

### Belgisk Congo1908-1960
I 1908 kom et internationalt ramaskrig over den umenneskelige måde, som de indfødte i Congo blev behandlet på. Som følge heraf blev kongen tvunget til at afstå sine besiddelser og lade dem overgå til den belgiske stat. Det belgiske parlament havde længe tøvet med at påtage sig ansvaret for Congo som en koloni. Ved samme lejlighed blev overdraget Katanga, et område i umiddelbar tilknytning til Congo, hvilket Leopold 2. havde fået fat i i 1891, da han sendte en ekspedition til landet, lod landets konge Msiri dræbe, afhugge hovedet og sætte det på en stage. Leopold havde ladet Katanga administrere for sig selv, men i 1910 besluttede den belgiske regering at forene det med Belgisk Congo.
Belgisk Congo blev selvstændigt i 1960.

## Ruanda-Urundi 1916-1962
Ruanda-Urundi var en del af Tysk Østafrika og blev i 1916 under 1. verdenskrig besat af belgiske tropper frem til 1924, hvor Folkeforbundet besluttede at gøre det til et B-mandatområde under Belgiens forvaltning fra 1924 til 1945, da FN overlod det til Belgien frem til 1962, hvor området blev selvstændigt og delt i to stater, Rwanda og Burundi. Belgiens politik i mandatperioden var den samme som under tysk kolonivælde nemlig indirekte styre ved hjælp af de lokale tutsier. Voldelige aktioner mod tutsierne kendt som Rwanda-revolutionen skete forud for selvstændigheden.

## Tientsin-handelsstationen 1902-1931
I lighed med andre magter fik Belgien efter nedkæmpelsen af bokseropstanden en koncession på nogle få kvadratkilometer i Tientsin, en kinesisk havneby. Den fungerede snarere som handelsstation end som koloni. Belgien opretholdt den fra 1902 til 1931.

## Isola Comacina
I 1919 kom øen Comacina for et år under kong Albert 1. af Belgiens styre som en enklave under belgisk suverænitet. Der efter kom den tilbage til Italien.